# Tołkaczowszczyzna
Tołkaczowszczyzna (biał. Таўкачоўшчына, Taukaczouszczyna; ros. Толкачёвщина, Tołkaczowszczina) – wieś na Białorusi, w obwodzie mińskim, w rejonie stołpeckim, w sielsowiecie Litwa, w pobliżu źródeł Suły.

## Historia
W Rzeczypospolitej Obojga Narodów i pod zaborami zaścianek. W II Rzeczypospolitej kolonia.
W Rzeczypospolitej Obojga Narodów leżała w województwie nowogródzkim, w powiecie nowogródzkim. Wchodziła w skład klucza starzyńskiego hrabstwa kojdanowskiego Radziwiłłów, później Wołodkiewiczów i od 1782 w zastawie u Downarów. Odpadła od Polski w wyniku II rozbioru.
W XIX i w początkach XX w. położona była w Rosji, w guberni mińskiej, w powiecie mińskim, w gminie Rubieżewicze. W 1812 zamieszkana przez rodziny szlachty zaściankowej Matusiewiczów i Rabcewiczów.
W dwudziestoleciu międzywojennym leżała w Polsce, w województwie nowogródzkim, w powiecie stołpeckim, w gminie Wołma. W 1921 miejscowość liczyła 97 mieszkańców, zamieszkałych w 15 budynkach, wyłącznie Polaków wyznania rzymskokatolickiego.
Po II wojnie światowej w granicach Związku Sowieckiego. Od 1991 w niepodległej Białorusi.